# 自動車教習所
自動車教習所（じどうしゃ きょうしゅうじょ、英語:Driving school、英略:DS）は、運転免許を取得しようとする者などに対して、自動車を運転するのに必要な知識と技能を教習する施設である。

## 日本の自動車教習所

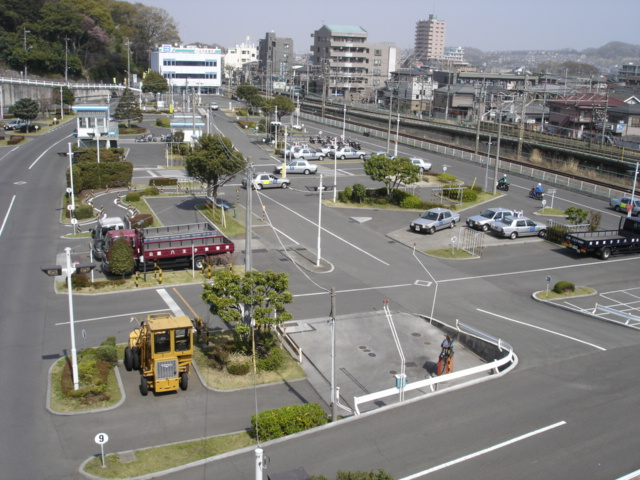
各車の練習風景

日本では、都道府県公安委員会が道路交通法第九十九条に基づいて指定した指定自動車教習所、および届出自動車教習所のことを指す。都道府県により各種学校の認定を受けている自動車教習所は、学校教育に類する教育を行う教育施設である（学校教育法第134条）。
道路交通法の上では「自動車教習所」とされているが、名称（屋号）は「自動車学校」「自動車練習所」「ドライバーズスクール」「ドライビングスクール」「モータースクール」「ドライビングカレッジ」など多岐にわたる。一般に「自動車学校」「教習所」と呼ばれることが多いが、地域によっては「車校」「自練」など独特の略称が用いられる例もある。株式会社や有限会社の運営する教習所が多いが、一部には市町村が設置した公立の教習所、学校法人や交通安全協会の運営している教習所も存在する。都市部では二輪教習専門の教習所もある。
普通自動車免許に関する技能教習、学科教習、技能検定などが主な業務となるが、教習所によっては大型自動車や中型自動車、準中型自動車、大型自動二輪車、普通自動二輪車、大型特殊自動車、牽引自動車などの教習・検定も実施している。また、公安委員会の委託を受けて、高齢者講習や運転免許取消処分者講習、運転免許取得時講習、初心運転者講習などを実施している。ペーパードライバーや高齢者、プロドライバーなど免許保有者に対して運転免許取得者認定教育を行っている教習所もある。
フォークリフト運転などの技能講習や特別教育を定期的、もしくは不定期に行っているところも一部で存在しているが、これらの講習は都道府県労働局長登録教習機関として行っており、自動車教習所の業務とは別物である。
多くの自動車教習所では普通自動車においては、おおよそ60時間程度の講習カリキュラムが組まれており、これらを数週間から数か月の期間で習得させていく。そのため、在校生は自宅から教習所へ通う方法を採るが、一部の自動車教習所では（近隣に指定自動車教習所がない遠隔地在住者向けプランとしてや、短期間で免許取得を取得したいというニーズを満たすため）寮やホテル、旅館といった宿泊施設に泊まりこみながら教習を行う、合宿免許と呼ばれる合宿教習を行っている所もある。

### 歴史
- 1916年（大正5年） - この当時、東京市と大阪市に自動車学校が1箇所ずつ存在していた[2]。

### 区分

#### 指定自動車教習所
道路交通法第九十九条によって公安委員会の指定を受けた教習所のことを指す。公認自動車教習所とも称するが法律用語ではない。
修了検定（仮免許技能試験）、仮免許学科試験は教習所内、卒業検定（本免許技能試験）はその周辺の路上で行い、本免許学科試験のみ運転免許試験場で実施する。卒業検定に合格した卒業者には卒業証明書が発行され、1年以内に運転免許試験場へ持参すれば技能試験（実技試験）が免除される。運転免許試験場における技能試験に通るのが非常に難しいこともあり、新規に普通自動車免許を取得する者のうち95%が指定自動車教習所の卒業生である。2005年末時点で、全国で約1450校が存在し、卒業生は年間188万人となる。業務の中核となる普通免許の卒業者は136万人で、18歳人口の減少もあり、ピークだった1990年の3分2以下に減少している。廃業する教習所も増えており、この10年で80校が閉鎖した。指定自動車教習所には検定期限と教習期限があり、教習期限は大型特殊第一種とけん引第一種および限定解除審査は3カ月、その他は9カ月が限度であるため、この間に技能教習と学科教習を全て修了しなくてはならない（期限切れの場合は教習記録が全て無効となり、学費を再納入したうえで第一段階からやり直しとなる）。また、検定期限は全車種において全ての教習を修了させた日から3か月以内に卒業検定に合格しなくてはならないこととなっている。
全国の都道府県警公式サイトでは「当該都道府県内における指定自動車教習所卒業生事故率」を（所轄の各警察署管内にある）各教習所ごとに公開しており、卒業生の事故率が高い教習所は公認取り消しとなる場合がある。

#### 届出自動車教習所
公安委員会に届出を出している教習所のこと。全国に約130校ほど存在するが、その統計的データは未整備である。
自ら検定や仮免許試験を実施している指定校と比べると、未指定の届出校では、それらの実施が認められておらず、在校生自らが運転免許試験場まで行って仮免許技能試験、仮免許学科試験、本免許技能試験を受けなければならないというのが大きな違いである。しかし学科や技能の教習に関する規則がほとんど定められておらず、自由度が高いことが挙げられる。免許取得までのカリキュラムや最低教習時間というものが義務付けられておらず、その分、教習料金を安く抑えることも可能なため、免許の取消処分者など運転技量に自信のある人間が受験する場合には料金面と時間面で有利な場合がある。大型免許やけん引免許など運転経験が求められるコースも同様である。
一方、仮免許・本免許の技能試験、仮免学科試験を届出校では実施できないため、在籍生自らが運転免許試験場で試験を受けねばならないという負担もある。手続きは基本的に受講生自らが行わなければならない。運転免許試験場での技能試験は指定自動車教習所の技能検定より難しく（法律上の難易度は同じであるが、初めて通る道といつも通り慣れている道では、試験の際のメンタル面で違うためや、指定教習所はぎりぎりのところで甘く判定している場合が少なくないため）、初心運転者で途中で挫折して指定校への転校をするケースがあり経済的な負担が大きい。また、届出校は入校の際に、公安委員会の指定校ではないデメリットを伏せて募集するため、実情を知らずに勘違いして入校した在籍生とのトラブルもある。
届出自動車教習所のうち、国家公安委員会規則で定められた特定教習を実施することができる教習所のことを特定届出自動車教習所と呼ぶ。これを終了した者は免許取得後に受けなければならない取得時講習が免除される。仮免許合格後に、所定の5日間以上10時間以上の教習を受けた後、この特定教習を受けておけば、路上試験合格後に即日免許が交付されるという特典がある。

#### 指定外自動車教習所
公安委員会の指導・監督を受けていない教習所のこと。主に運転練習することを目的としている。車両と指導員だけで路上や私有地で教習するプライベートな教習所もあり、ペーパードライバー講習として利用する人もある。

### 指定自動車教習所の教習カリキュラム
ここでは第一種普通自動車運転免許について言及する。

#### 教習方法を定める規則
教習の時間及び方法は「指定自動車教習所等の教習の基準の細目に関する規則」（国家公安委員会規則第十三号）などで定められている。この関連法令、及び各公安委員会の指導の元で、全国の指定自動車教習所は同一の基準でカリキュラムを組んでいる。
教習生が受ける教習は、教室で教本や動画（教習所に備え付けのBD/DVD教材）を使って交通規則や安全知識を学ぶ学科教習と、実車などで運転技術を習得する技能教習の二つがある。また技能&学科教習は基礎的な運転や知識を学ぶ「第一段階」と、その応用となる「第二段階」に分けられる。
教習時間は、1教習時限につき50分と定められている。免許を保有していない場合、普通自動車免許を取得するまでに必要な教習最短時限数は、技能教習34時限（AT限定は31時限）、学科教習26時限である。二輪免許を持っている場合、技能教習32時限（AT限定は29時限）、学科教習2時限である。大型特殊（限定なし）免許を持っている場合、技能教習26時限（AT限定は23時限）、学科教習5時限である。大型特殊（カタピラ限定）免許を持っている場合、技能教習34時限（AT限定31時限）、学科教習5時限である。
教習受講料は主に「基本料金（教本代金）・（修了検定・卒業検定などの）各種検定料・（仮免・検定合格証などの）各種免許証及び証明書発行手数料・（高速教習時における）有料道路普通車通行料金・追加教習料金」で構成されており、夜間（18時以降）教習の場合は「夜間料金」が上乗せされる教習所もある。それら教習料金は全て「前払い（前納）制」となっており、所定の受講料支払いを受付窓口が確認したのち教習開始となる（技能教習の場合は規定標準時間分及び追加教習分の「教習券」を窓口にて購入し担当教習指導員へ教習原簿と一緒に提出、夜間教習時に「夜間割り増し券」を同時提出させる教習所もある。学科教習は教習券不要で原簿のみを担当教習指導員へ提出）。
技能教習は（第一段階・第二段階いずれも）予約制となっており、連続受講可能時間は最大3時限連続となる単元（高速教習・危険予測ディスカッション・応急救護&心肺蘇生法講習・一部教習所で実施されている無線教習）を除き「最大2時限まで」と定められている。
各教習生には入校手続き（教習費用納入）時に「教習原簿」が作成・配付され、学科・技能各教習受講時に教習原簿を提出して担当教習指導員より印鑑を押してもらうことにより、自分が履修済みの単元と未履修の単元が（捺印の有無により学科・技能の各項目別に）一目で判別できるようになっている（教習原簿には各教習生ごとに独自の管理番号を割り当て）。
教習所によっては、「教習手帳」と呼ばれる原簿の控えのようなものを教習生に渡す学校もある。
入校から卒業まで自分と相性の良い教習指導員（指導員）に自分が受講する技能教習を（第一・第二両段階共に）一括担当してもらえる「指名（担任）制度」を設けている教習所もある（修了検定と卒業検定は検定員資格を有する教習指導員が担当するので、自分が受講した技能教習時とは別の教習指導員となる場合もある。また自分が指名した当該教習指導員が休暇・出張などで不在の場合、同一車種の教習&検定員資格を有する別の教習指導員が当該時限教習の代役を務める場合あり）。
定休日は教習所により異なっており、「GW（ゴールデンウィーク）・お盆・年末年始以外は無休」としている教習所もあれば、「週に一度の定休日」を設けたり「土日祝は（学科教習を行わず）技能教習のみ」としている教習所もある。さらに積雪の多い地区では「12月から翌年3月までの冬期間は自動二輪車教習を休止」する教習所が多い。
ほとんどの教習所では通学で運転免許を取得、及び高齢者講習や違反者講習を受講する教習生が利用可能な無料送迎バスを各教習所営業エリア（商圏）内にて運行しているが、利用客の少ないコースを運行する便は事前予約が必要となったり、土日祝は（人員・人件費・車両台数の関係上）全系統或いは一部系統が運休となる場合がある。各教習所送迎バス運転手は「技能&学科教習及び検定担当教習指導員が各時限の（技能・学科教習・検定予約が入っていない）空き時間を利用して担当する」場合と「送迎バス専任運転手を技能&学科教習・検定担当教習指導員とは別に配置する」場合の二通りある。さらに就職活動を控えた学生の多くは（「入社時までに普通運転免許取得必須」を採用条件に掲げる企業への就職に対応すべく）在学中に運転免許を取得することから、各教習所送迎バスは利便性向上のため近隣の各大学敷地内道路へ乗り入れる場合も多い。また教習所送迎バスは（当該教習所の商圏内にある）決まったルートの幹線道路上を運行するのが基本だが、事前予約を必要とする系統は要望に応じて当該教習生の自宅近くへ立ち寄る「デマンドバス（ピンポイント送迎）方式」を採る場合もある（希望乗降場所は窓口での予約時に職員・教習指導員と相談）。
修了検定及び卒業検定実施日は教習所により異なっており、毎日実施ではない（主に平日午前中の実施となる場合が多い）。また不正行為（カンニング・設問事前漏洩・妨害行為など）に関与した教習生は、当該日実施の検定・試験が全て不合格となる。
各教習車には取得する免許の車種（普通MT・普通AT・大型・中型・準中型・自動二輪・牽引・特殊・原付）ごとに（MT01・AT01などの形で）号車番号が割り当てられており、技能教習担当教習指導員は教習する担当号車を（取得している免許及び指導員・検定員資格の車種ごとに分類する形で）固定して割り当てる場合が多い（自分が受講する技能教習の担当教習指導員が毎回異なる場合、自分が乗る教習車の号車番号も毎回異なってくる。同じ教習指導員より通しで技能教習を受けられる「指名」制度を導入している教習所でも当該教習指導員受け持ち教習車が車検・定期点検・修理により運用離脱となったり予約が混雑している場合、当日自分が乗る教習車の号車番号が臨時に変更される場合あり。また検定受検時は技能教習時と異なる号車番号の教習車が割り当てられることが多く、検定実施時は「検定中」と書かれた三角看板や四角看板（都道府県により異なる）を屋根に磁石で吸着させる・及び車体後部の仮免許練習表示板差しに「検定中」と書かれた表示板を差し込む形により掲示）。
教習所内にある車両・備品などを故意に破損させたり、他の教習生や教習指導員へ迷惑をかける（暴言や暴力行為、乱暴や煽り運転などの教習および検定妨害、備品・他の教習生の私物・現金などを盗む、検定でカンニングする、運動靴以外の運転に不適とされる履物を履いたり飲酒・薬物乱用・体調不良状態で教習を受けようとする、教習への無断遅刻や欠席・検定料や追加教習料金の滞納を正当な理由なく繰り返す、刃物・爆発物・火薬類・銃器類などの危険物を持ち込む、他の教習生・教習指導員・教習所事務スタッフなどへ理不尽な要求=カスハラやパワハラを正当な理由なく繰り返す）など、規則違反により教習所内の風紀を乱した教習生へは「強制退校処分」が課される場合がある（教習記録は全て無効となり、これまで支払った授業料・検定料なども返金されない）。また技能・学科教習いずれも「時間厳守」が徹底されており、教習開始時間に1秒でも遅刻すれば当該時限の教習は受けられない（技能教習の場合、教習開始時間への遅刻は「無断キャンセル」扱いとなり・当該時限分のキャンセル料を支払う必要が生じる）。
本人の自己都合による「中退」や「転校」の場合、それら事務手続きに伴う手数料（教習所により異なる）が別途発生する場合がある他、これまでに納入した入学金・授業料・検定料などは原則返金されない。

#### 教習所入所時に用意するもの
- 住民票（本籍地記載のもの）。既に（自動二輪・原付・小特・第一種大型特殊自動車・第一種普通自動車などの）免許を有していて（自動二輪・原付免許・小特免許や第一種大型特殊自動車免許・第一種普通自動車免許を取得後3年以上経過してから取得可能となる[注 20]「第二種免許・準中型・中型・大型・牽引免許」などの）他車種運転免許を取得する場合は、有効期限内のそれら既取得免許証も併せて用意する。教習所によっては本籍地記載の住民票提出が不要となる場合がある。2016年1月から自治体窓口にて住民票の写しを発行する際にマイナンバー記載の有無が選択できるようになったが、教習所に提出するものについては原則マイナンバーが記載されてないものを提出するよう案内されている。
- 有効期限内の公的身分証明書（健康保険証・パスポート・マイナンバーカードなど。コピーは不可・必ず原本を用意）。
- 証明書（教習原簿貼り付け）用顔写真（入校手続き時に教習所内で撮影可能な場合もある。必要枚数は教習所及び取得免許の種類により異なる）。
- 眼鏡又はコンタクトレンズ使用者は教習時に必ず着用する。
- 入学金・教習受講料&追加教習料・各種検定料&証明書発行手数料・（技能&学科教習で用いる）教本及び副読本代金[注 21]（標準で合計約30万円前後）。
- 印鑑（認め印・シャチハタでも可）。

（死傷事故・飲酒運転による検挙・交通違反点数累積により）運転免許を取り消された場合、（免許再取得不可となる）最短2年・最長10年の「欠格期間」が解かれない間は教習所への入所不可。また麻薬・覚せい剤・危険ドラッグ常習者、及び認知症やアルコール依存症で安全教習に支障をきたすと判断された者についても教習所への入所が認められない場合がある。
入校申し込みは当該教習所の窓口のみならず、各教習所公式サイト内専用フォームからも受け付ける場合が多い（インターネットで入校申し込みすれば教習料金が割引になるサービスを実施している教習所もある）。窓口での入校申し込みは「営業時間内であれば毎日受け付ける」教習所と「入校申し込み受付実施日を個別指定」する教習所の二通りある。諸経費納入を済ませた教習生は「入校式」に臨み、「教習受講時の心構え」などについて職員より説明を受ける。
教習有効期間内（入校金及び教習費納入日から起算して9ヶ月以内）に転居した場合、必ず「住所変更届」を当該教習所に提出しなければならない（自分の教習原簿にある「現住所」欄記載を新住所へ変更してもらうため。この時も本籍地が書かれた新住所地の住民票提出が必要）。また遠隔地へ転居するため教習所を（在校中の教習有効期間内に）転校しなければならない場合、これまで（以前通っていた教習所で）の教習記録は（退校届を出さない限り）転居先にある（転校届を出した）指定自動車教習所へそのまま引き継がれるので、（転校先教習所への）入校手続きやり直しや入学金再納入は（以前通っていた教習所を退校しない限り）不要となる（日本国内にある指定自動車教習所であれば退校届を出したり教習有効期限を過ぎない限り、所定の手続きを踏むだけでどこへでも転校可能）。

#### 第一段階
学科教習第一段階は、道路上で運転するための基本的な知識を学習する。最短時限数は10時限であるが、学科教習1番（運転者の心得）は必ず最初に受講する。残りの2番から10番は順番に関係なく受講できる。
技能教習第一段階（基本操作及び基本走行）は、全て教習所の場内で実施する。最短時限数はMT車の場合15時限、AT車は12時限である。また、教習生の疲労などを考慮して、技能教習の1日あたり最大時限数は2時限とされている。
技能教習のうち1時限は模擬運転装置（トレーチャー）での運転練習となる。ただし教習所によっては、すべて実車での教習となる場合もある。実車の教習の際、最初は教習生を助手席に乗せて、指導員がお手本で運転する教習所が多い。また、無線指導装置による無線教習が最大3時限まで実施されることもある。監視室にいる指導員からの無線連絡によって、教習生が自力で場内において運転を実施する。教習生の技量、教習所の方針によって、実施しないこともある。
技量が上達せず項目をクリアーできない場合、追加教習として時限が延長されていき、その分の追加料金が発生する。最後の教習時限には、教習効果を確認するための「みきわめ」（見極め）を行う。検定に合格するレベルに達していない場合、延長教習としてさらに時限数が延びる。この追加教習・延長教習による技能教習の追加時間及び追加料金は、教習生の技量によって大きく異なる。

#### 修了検定と仮運転免許学科試験
第一段階の学科教習を全て受け、技能教習のみきわめに合格すると、修了検定になる。運転装置を操作する能力、交通法規に従って運転する能力などの基本運転が身についているかどうかを判定することが目的である。警察庁交通局長通達による運転免許技能試験実施基準に準じた方法により、検定の方法や採点基準は全国的な統一が図られているが、さらに具体的な採点方法などの細部については各都道府県の公安委員会ごとで定められる技能検定基準や技能検定実施要領などが基準となるので、都道府県ごとに若干の差異が認められる。
技能検定員は、刑法その他の罰則の適用については、法令により公務に従事する職員とみなされている（みなし公務員）。当日、視力検査など適性試験を受けた後、助手席に技能検定員、後部座席には不正防止のため他の受験者を同乗させ場内コースを運転する。コース、担当検定員は当日発表される。これに合格すれば、仮運転免許学科試験、不合格なら1時限以上の補習教習を受講して再検定となる。
検定に受かれば仮運転免許学科試験である。公安委員会から教習所に委託された公的な試験であり、30分間に○×式50問で45問以上正解で合格となる。これに合格すれば、仮運転免許証が発行される（有効期限は発行日から起算して6ヶ月）。

#### 第二段階
MT・ATともに、学科教習の最短時限数は16時限、技能教習の最短時限数は19時限になる。教習生のレベルによって追加教習・延長教習で技能教習時間が長くなる点は第一段階と同様である。技能については、方向変換・縦列駐車などの項目については場内で実施する。また、第二段階での技能教習の一日当たり最大時限数は3時限とされている（連続3時限乗ることはできず、2時限受けたら1時限以上空けることが義務付け）。
第一段階とは異なり、特徴的な教習がいくつかある。1994年より新たに教習項目に加えられた、後半に1時限（あるいは複数教習と組み合わせて実質2時限）実施される高速教習がその代表である。複数で教習車に乗り込み、教習所の近くのインターチェンジに向かい、一人あたり15キロメートル程度、高速道路を走行する。ただ、近くに制限時速60キロメートルを超えるスピードで走ることができる高速道路がない都市部や過疎地の校所では、運転シミュレーターによって代用されることもある（当該教習所の近くを通る高速・自専道が事故や悪天候などで通行止めとなった場合も高速教習実施日が延期される場合あり）。この教習は、教習を実施する高速道路で50km/h規制（速度規制）が実施された時点で教習が無効になり、後日、再び実施されるか、運転シミュレーターにて代用される。高速教習時はMT免許を取得する場合も変速&クラッチ操作などのミスによる本線上でのエンスト立ち往生など事故・トラブル予防のために大半の教習所がAT車を用いている。
学科1時限、技能1時限を組み合わせた危険予測ディスカッションという項目もある。最大3名で交替して運転をした後、教室に戻って指導員を交えながら交通場面に潜む危険要素の発見の仕方、対処について話し合う時間である。また、学科では応急救護教習も3時限実施する。こちらも1994年から追加された比較的新しい教習項目であり、交通事故による負傷者に対する応急処置を学習する時間で、模擬人体装置や自動体外式除細動器などで実習を行う。医師や歯科医師、看護師、救急救命士などの資格を持つ者は免除される（救命講習修了や赤十字救急法救急員は認められない）。
第二段階の学科教習を全て受け、技能教習のみきわめに合格すると、卒業検定になる。路上検定は、交通実態に対処する運転者の主体的な対応能力を判定することが目的である。道路場面や周囲の交通、危険予測に対応できる運転ができるかどうかが試される。助手席に技能検定員、後部座席に他の受験者を同乗させ、当日発表された路上コースを運転する。終了後、場内に戻り、縦列駐車か方向転換かどちらかを実施する。これに合格すれば、直後に行なわれる卒業式で仮運転免許証及び卒業証明書と卒業祝いの初心者マークが手渡される。不合格なら補習教習を1時限以上受けて再試験になる。
卒業検定は全教習履修完了日から起算して3か月以内に合格しなければならない。
卒業証明書と仮運転免許証などを持って、合格から1年以内に住民票のある都道府県の運転免許試験場へ行き、視力検査など適性試験を受けた後、本免許学科試験に合格すれば運転免許証の交付を受けることになる。

### 届出自動車教習所の教習カリキュラム
教習の時間および方法については特に定められていない。その代わり、運転免許試験場で仮免許技能試験、仮免許学科試験、本免許技能試験などを受験しなければならない。また、本免許技能試験に合格した後、指定自動車教習所、または、特定届出自動車教習所へ行って、普通自動車免許の場合は7時間（危険予測講習2時間、高速道路講習2時間・応急救護処置教習3時間）の取得時講習を受講しなければ免許証が交付されない。
特定届出自動車教習所では、国家公安委員会規則で定められた特定講習を受講することができる。普通自動車免許を取得する場合は、高速教習・危険予測・応急救護など計7時間。これを受けると終了証明書を取得することができ、取得時講習が免除される。

### 自動車教習所の設備
公安委員会が指定した自動車教習所の場合、以下の3つの基準を満たさなければならない。
- 人的基準　法令上の資格要件を備えた管理者とともに、公安委員会の審査に合格した指導員・検定員を配置しなければならない。
  - 教習指導員 - 俗に教官と呼ばれている。指定自動車教習所では一定の資格を持った、指定自動車教習所指導員が必要。
  - 技能検定員 - 修了検定および卒業検定を実施する試験官。運転免許試験場の試験官の業務を代行しているため、みなし公務員とされる。主に教習指導員と兼任する事が多い。
  - 副管理者 - 管理者を補佐する立場にいる人物。私立学校における教頭的役割を果たす。1校に約3名配置している教習所がほとんどで、副管理者が検定や学科教習を行っている場合が多い。
  - 管理者 - 教習業務における監督的立場にいる人物。私立学校における校長的役割を果たす。道路交通法施行令第35条で「道路の交通に関する業務における管理的又は監督的地位に3年以上あつた者その他自動車教習所の管理について必要な知識及び経験を有する者」と定められている。都道府県によっては、監督官庁より天下りをした警察OBが民間である教習所の管理者に就く場合が少なくない。
  - 設置者 -  俗に所長と呼ばれている。教習の経営側にいる人物。私立学校の理事長に近い立場で、教習所の社長や経営責任者を兼ねている場合がほとんどである。

- 物的基準　指定自動車教習所では運転免許試験場と同等以上の広さが必要となる。道路交通法施行令第35条イにより「コース敷地の面積が8000平方メートル」以上必要（二輪の教習所は3500平方メートル以上）とされ、坂道発進・狭路通過などコースの種類、形状および構造が法令に定める基準に適合する必要がある。また、技能教習や技能検定を行うために必要な種類の教習車、そして学科教習を行うために必要な建物、教室、その他の模擬運転装置やシミュレーターなど各種設備や機材を備えていなければならない。
  - 教本　自動車教習所で使用するテキストのこと。主に学科教習用の「学科教本」と技能教習用の「運転教本」に分かれる。トヨタ系の中部日本自動車学校（愛知県）がそのシェアの70%を占める他、コヤマ交通教育サービス、東京平尾出版、エイト道交法出版なども発行している。東京指定自動車教習所協会や北海道指定自動車教習所協会では独自の教本が使用されている。また、第2段階の特定の教習で使用される「安全運転の知識」と「応急救護処置」の2冊は全日本指定自動車教習所協会連合会作成の教本が使用されている。
  - 教習車

- 運営基準　教習は、法令に定められた所定の教習課程表に基づいて、教習方法、教習時間の基準に適合するようにしなければならない。普通自動車免許を取得しようとすると、学科教習課程最短26時限、技能教習最短34時限を行う必要がある。新規に開設した教習所や自衛隊自動車教習所を除き指定校として認可を受けるためには、それぞれの車種ごとに連続して10名の一発試験合格者を輩出させなければならないなど、基準は厳格に設定されている[注 25]。

また、建築基準法による用途規制として、第一種低層住居専用地域、第二種低層住居専用地域、第一種中高層住居専用地域、第二種中高層住居専用地域には建設できない。また第一種住居地域では法令上は建設可能でも3000平方メートル以下に制限されるため、実質的には建設不可能。

### 自動車教習所淘汰の時代

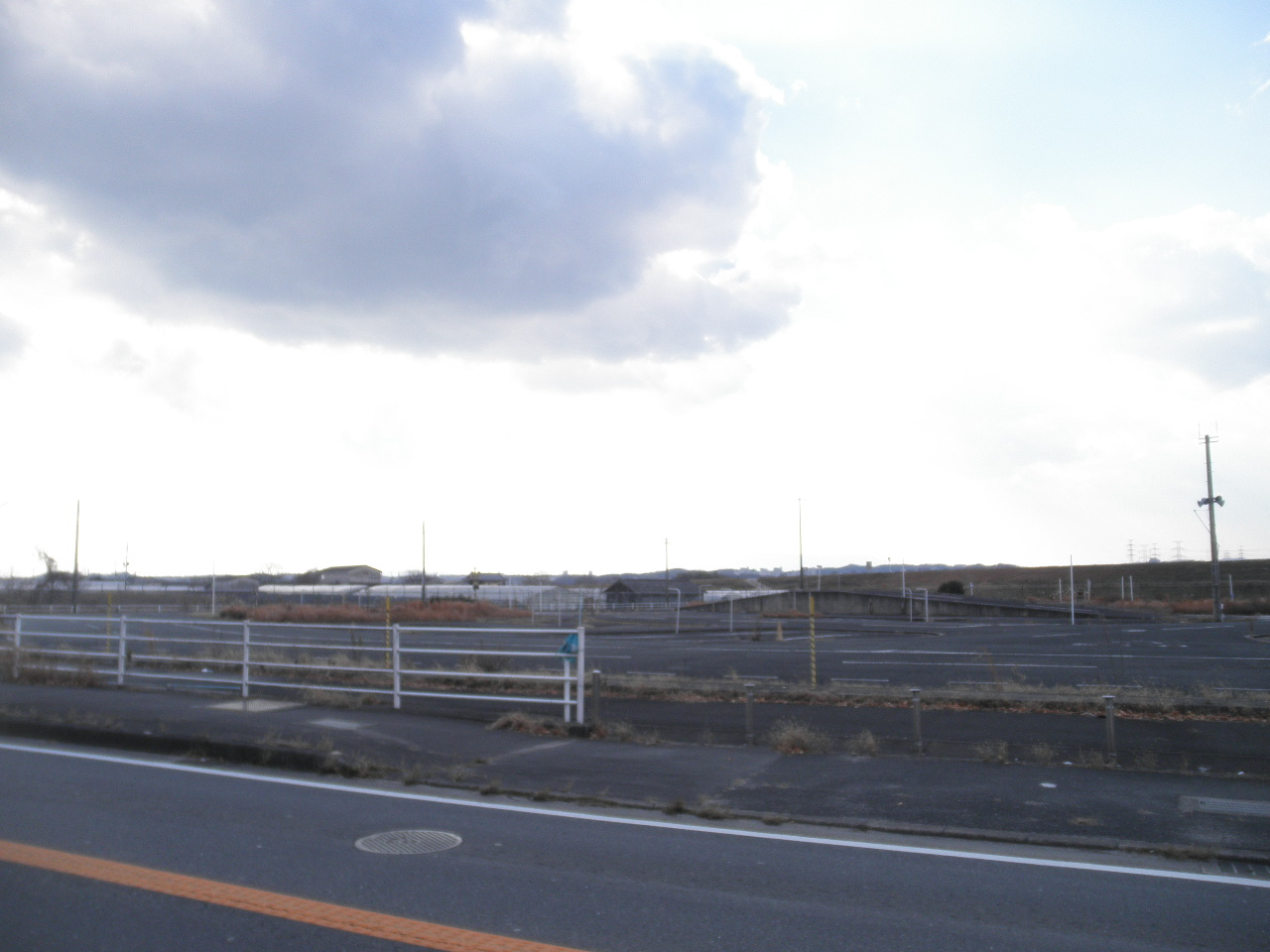
閉鎖した自動車教習所

18歳人口の減少（少子化）や若者の車離れが顕著になった1990年代末頃から、都市部を中心に各教習所間の競争が激化している。売上が減少していく中で、サービス・接遇に取り組む教習所がある一方、料金のディスカウント（値下げ競争）も激しくなっている。地方部の不採算校では合宿教習に取り組むところも増えてきたが、宿泊施設などの管理や仲介業者への手数料負担が重くのしかかってくる。厳しい経営環境で回復の見込みが立たないこともあって関連企業の意向や他業種への転換を狙っての廃業が2000年頃から目立っている。通常、閉鎖する半年前に（所轄の都道府県）公安委員会に報告して入校を取りやめ、近隣校へ教習生の引き継ぎを行うという指導がなされてきたが、2008年10月に東京地方裁判所に破産手続き開始の申し立てを行った東京都の八王子自動車教習所（指定校）は約1700人いる教習生に総額2億円とも言われる料金の返済をしなかったため、さまざまな所で問題となった。また、北海道札幌市の愛育安全相互自動車学校グループも、同年11月、安全相互二輪免許専門校（指定校）を閉鎖し、授業料を返金できないまま破産手続きに入った。
廃校した旧自動車教習所で使われていた教習車・送迎車の大半は（旧教習所の）近隣にある別の自動車教習所や運転免許試験場へ譲渡される事もある。

## 欧米の自動車教習所

### イギリス
イギリスの自動車教習所にもインストラクターの資格の制度があり監督も行われている。自動車教習所にはBSMのように全土に組織を持つものもあるが、それは例外で多くは一定の規模で中には事務所のみの自動車教習所もある。イギリスではLマークを車体に付け、免許所有者が助手席で同乗していれば路上を走行できる。多くは資格を持つインストラクターが同乗して二重のブレーキ装置の付いた自動車で教習を行う教習所が利用される。

### アメリカ合衆国
アメリカ合衆国では州の陸運局での簡単な筆記試験を受けた後、個人で運転技術を習得してドライビングテストを受ければ自動車の運転免許を取得できる。助手席に2年以上の運転歴を有する人が同乗していれば路上で運転の練習を行うことができる。そのため親から運転を教わって運転免許を取得する者も多い。運転技術を教習するサービスを行っている会社もあるが、特定の施設に通うというシステムがとられることは稀であり、1時間単位の料金制で路上に出て運転技術を教える形態がとられることが多い。

### カナダ
オンタリオ州の場合、交通法規と交通標識の書籍で自習したのち、コンピュータによる択一式の筆記試験を受け、一定の点数を取れれば合格となり仮免許が交付される。仮免許が交付されれば助手席に運転免許保有者を同乗させることで路上を運転でき、運転技術を習得した後、試験場で試験をパスすれば自動車の運転免許を取得できる。ドライビングスクールもあるが、親から運転を教わって運転免許を取得する者も多い。
一方、ケベック州の場合、免許試験前のドライビング教習は16～17歳の免許取得希望者に限定されていたが、1983年の法改正ですべての免許取得希望者にドライビング教習が義務付けられた。ただし、一般にドライビングスクールに通うという形態はとられておらず、教官が免許取得希望者の自宅に自動車で迎えに来たあとで、免許取得希望者が運転席に乗り込み路上で運転の練習を行うという形態がとられている。